# Marie Heurtin
Marie Heurtin (* 13. April 1885 in Vertou, Département Loire-inférieure; † 22. Juli 1921) war eine taubblinde Französin. Als eine der ersten Taubblinden neben Laura Bridgman und Helen Keller entdeckte sie die Sprache.

## Leben
Marie Heurtin kam 1885 in Vertou als Tochter eines Küfers zur Welt. Bereits von Geburt an und damit noch vor dem Spracherwerb war sie taub und blind.
Im Alter von 10 Jahren brachte ihr Vater sie ins Larnay Institut bei Poitiers. In den ersten zwei Monaten war Heurtin durch die ungewohnte Umgebung in ständiger Erregung. Erst durch Marguerite, eine Schwester der Anstalt, konnte sie unterrichtet werden. Heurtin lernte durch die Schwester die Gebärdensprache, das Fingeralphabet und schließlich die Blindenschrift Braille. Sie wurde auch im Schreiben auf einer Schreibmaschine sowie im Nähen und Stricken unterrichtet. 1921 starb sie an den Folgen einer Lungenentzündung im Alter von 36 Jahren.
Ihr Leben wurde 2014 von Jean-Pierre Améris Die Sprache des Herzens verfilmt. Die Hauptrolle von Marie Heurtin übernahm Ariana Rivoire.